# Liste der Baudenkmäler in Antdorf

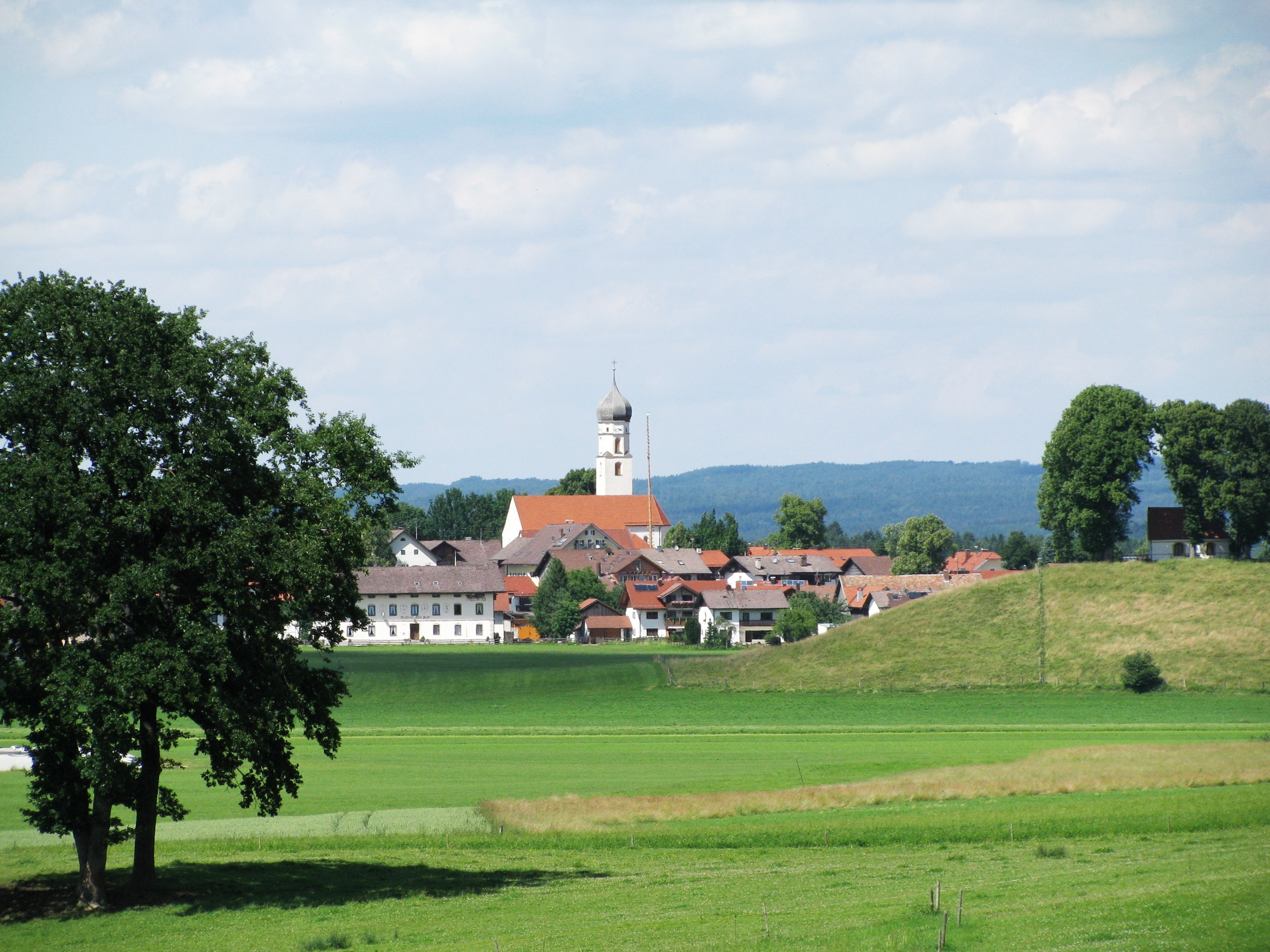
Blick auf Antdorf

Auf dieser Seite sind die Baudenkmäler in der oberbayerischen Gemeinde Antdorf zusammengestellt. Diese Tabelle ist eine Teilliste der Liste der Baudenkmäler in Bayern. Grundlage ist die Bayerische Denkmalliste, die auf Basis des Bayerischen Denkmalschutzgesetzes vom 1. Oktober 1973 erstmals erstellt wurde und seither durch das Bayerische Landesamt für Denkmalpflege geführt wird. Die folgenden Angaben ersetzen nicht die rechtsverbindliche Auskunft der Denkmalschutzbehörde.

## Baudenkmäler nach Ortsteilen

### Antdorf
| Lage                                                                                    | Objekt                                                            | Beschreibung | Akten-Nr.             | Bild                                                              |
| --------------------------------------------------------------------------------------- | ----------------------------------------------------------------- | --- | --------------------- | ----------------------------------------------------------------- |
| Dorfstraße 10 (Standort)                                                                | Ehemaliger Einfirsthof, sogenannt Beim Schmied                    | Zweigeschossiger Mitterstallbau mit Satteldach und Hochtenne, Putzgliederung, 1840 | D-1-90-113-26         | weitere Bilder                                                    |
| Dorfstraße 20 (Standort)                                                                | Einfirsthof, ehem. Weber-, späteres Baderhaus,                    | zweigeschossiger, verputzter Blockbau mit Kniestock und holzverschaltem Giebel, Wirtschaftsteil mit holzverschaltem Obergeschoss, erbaut zw. 1669 u. 1675 (dendro.dat.), Umbau 1862 (dendro.dat.) | D-1-90-113-28         | Einfirsthof, ehem. Weber-, späteres Baderhaus,                    |
| Iffeldorfer Straße, am nördlichen Ortsende östlich der Straße nach Iffeldorf (Standort) | Sühnekreuz                                                        | Tuffstein, spätmittelalterlich | D-1-90-113-8 Wikidata | weitere Bilder                                                    |
| Iffeldorfer Straße 4 (Standort)                                                         | Landhaus                                                          | erdgeschossiger Flachsatteldachbau mit Kniestock, hohem Sockelgeschoss, holzverschaltem Giebel, Zwerchhaus, Balkon, Eckerker, Loggien und Freitreppe, von Fanelli, 1902. | D-1-90-113-27         | weitere Bilder                                                    |
| Kirchplatz 2 (Standort)                                                                 | Ehemaliger Einfirsthof, sogenannt Beim Pöck                       | Giebelseitiger zweigeschossiger Mittertennbau mit abgeschlepptem Satteldach und Giebellaube, verputzter Massivbau, erste Hälfte 19. Jahrhundert | D-1-90-113-2 Wikidata | Ehemaliger Einfirsthof, sogenannt Beim Pöck                       |
| Kirchplatz 6 (Standort)                                                                 | Katholische Pfarrkirche St. Peter und Paul                        | Barocker Saalbau mit stark eingezogenem Polygonalchor und nördlichem Flankenturm auf der Grundlage eines spätgotischen Vorgängerbaus, angefügte zweigeschossige Sakristei, von Caspar Feichtmayr dem Älteren, 1688 ff.; mit Ausstattung Friedhofsmauer, Teilabschnitt der verputzten Einfriedung mit Torpfeiler, 17./18. Jahrhundert | D-1-90-113-1 Wikidata | weitere Bilder                                                    |
| Kirnbergäcker; auf dem Kirnberg (Standort)                                              | Kapelle, sogenannte Kirnbergkapelle                               | Einfacher Putzbau mit halbrund geschlossenem Chor, 1793; mit Ausstattung | D-1-90-113-5 Wikidata | weitere Bilder                                                    |
| Kirmoos (Standort)                                                                      | Sühnekreuz                                                        | Tuffstein, spätmittelalterlich; am Frauenrainer Weg südlich von Antdorf | D-1-90-113-24         | Sühnekreuz                                                        |
| Lindenstraße 9 (Standort)                                                               | Ehemaliges Kleinbauernhaus, sogenannte Pfaderer-Sölde             | Zweigeschossiger offener Blockbau auf massivem Sockel mit flachem Satteldach und traufseitiger Laube, modern bezeichnet „1588“ | D-1-90-113-3 Wikidata | Ehemaliges Kleinbauernhaus, sogenannte Pfaderer-Sölde             |
| Penzberger Straße; Unterm Kreuz, an der Straße nach Penzberg (Standort)                 | Bildstock                                                         | Verputzter Pfeiler mit Nische, um 1750, nach teilweiser Zerstörung 1980 wiederhergestellt | D-1-90-113-7 Wikidata | Bildstock                                                         |
| Rieder Feld (Standort)                                                                  | Wegkapelle, sogenannte Wirtskapelle                               | Kleine turmartige Ädikulakapelle mit rundem Schluss und spitzem Zeltdach, 18. Jahrhundert | D-1-90-113-6 Wikidata | weitere Bilder                                                    |
| Schleierweg 1 (Standort)                                                                | Ehemaliges Wohn- und Geschäftshaus, sogenannt Beim Schneiderbauer | Zweigeschossiger Traufseitbau mit flachem Satteldach, ehemaliger Krangaube und Putzgliederung, 1907 | D-1-90-113-25         | Ehemaliges Wohn- und Geschäftshaus, sogenannt Beim Schneiderbauer |
| Untergasse 13 (Standort)                                                                | Ehemaliger Bauernhof, sogenannt Beim Huppenberger                 | Zweigeschossiger verputzter Blockbau mit flachem Satteldach und massivem Stall, 17./18. Jahrhundert | D-1-90-113-4 Wikidata | Ehemaliger Bauernhof, sogenannt Beim Huppenberger                 |
| Weilheimer Breiten (Standort)                                                           | Wegkreuz                                                          | Kruzifix mit hölzernem Corpus, barock, 17./18. Jahrhundert | D-1-90-113-9 Wikidata | Wegkreuz                                                          |

### Andere Ortsteile
| Lage                                                              | Objekt                                                                       | Beschreibung | Akten-Nr.              | Bild                      |
| ----------------------------------------------------------------- | ---------------------------------------------------------------------------- | --- | ---------------------- | ------------------------- |
| Frauenrain (Standort)                                             | Ehemalige Wallfahrtskirche, jetzt katholische Filialkirche Mariä Himmelfahrt | Verputzter Saalbau mit eingezogenem Polygonalchor und wuchtigem Südturm, Ende 15. Jahrhundert, um 1670 und 1721 Umbau und Barockisierung; mit Ausstattung Friedhofsmauer, verputzt, 1763, im Kern spätmittelalterlich | D-1-90-113-11          | weitere Bilder            |
| Gröben Gröben 1 (Standort)                                        | Einfirsthof, sogenannt Beim Toninazi                                         | Zweigeschossiges verputztes Endstallhaus mit Satteldach und Traufbundwerk, im Kern zweite Hälfte 18. Jahrhundert | D-1-90-113-13 Wikidata | weitere Bilder            |
| Gröben Gröben 2 (Standort)                                        | Ehemaliger Getreidekasten                                                    | Zweigeschossiger Blockbau, letztes Viertel 16. Jahrhundert, Überbau teilweise erneuert | D-1-90-113-20 Wikidata | Ehemaliger Getreidekasten |
| Neuried Flur Neuried (Standort)                                   | Hofkapelle                                                                   | Kleiner historisierender Bau mit dreiseitigem Chorschluss, 1951; mit Ausstattung | D-1-90-113-14 Wikidata | Hofkapelle                |
| Neuried Neuried 4 (Standort)                                      | Ehemaliges Bauernhaus                                                        | Zweigeschossiger Einfirsthof mit flachem Satteldach, giebelseitiger Inschrift und Traufbundwerk, Anfang 19. Jahrhundert                                                                                               | D-1-90-113-15 Wikidata | Ehemaliges Bauernhaus     |
| Obersiffelhofen In Obersiffelhofen, Obersiffelhofen 2 (Standort)  | Stadel                                                                       | Zweigeschossiger verbretterter Holzständerbau mit Flachsatteldach, bezeichnet „1821“ | D-1-90-113-17 Wikidata | Stadel                    |
| Obersiffelhofen In Obersiffelhofen, Obersiffelhofen 2 (Standort)  | Hofkapelle St. Leonhard                                                      | Neuromanischer Putzbau mit eingezogener Apsis und massivem Dachreiter, 1897; mit Ausstattung | D-1-90-113-16 Wikidata | Hofkapelle St. Leonhard   |
| Rieden Rieden 4 (Standort)                                        | Hofbrunnen                                                                   | Zugbrunnen mit Einfassung aus Blockbalken, 17./18. Jahrhundert, 1994 nach altem Vorbild weitgehend erneuert | D-1-90-113-18 Wikidata | weitere Bilder            |
| Schwarzenbach Schwarzenbach, südostwärts vom Einzelhof (Standort) | Wegkapelle                                                                   | 1754 erbaut | D-1-90-113-19 Wikidata | weitere Bilder            |